# Rátót
Rátót là một thị trấn thuộc hạt Vas, Hungary. Thị trấn này có diện tích 7,27 km², dân số năm 2010 là 260 người, mật độ 36 người/km².